# راوي والجوهرة
راوي والجوهرة مسلسل رسوم متحركة بريطاني عرض لأول مره في 25 سبتمبر 1990 واستمر عرضه حتى 28 مارس 1995 . تمت دبلجة المسلسل للغة العربية وعرض على قناة إقرا .

## روابط خارجية
- راوي والجوهرة على موقع IMDb (الإنجليزية)
- راوي والجوهرة على موقع كينوبويسك (الروسية)
- راوي والجوهرة على موقع قاعدة بيانات الفيلم (الإنجليزية)